# Epigynopteryx jacksoni
Epigynopteryx jacksoni är en fjärilsart som beskrevs av Robert H. Carcasson 1964. Epigynopteryx jacksoni ingår i släktet Epigynopteryx och familjen mätare. Inga underarter finns listade i Catalogue of Life.